# Tecnica Graham

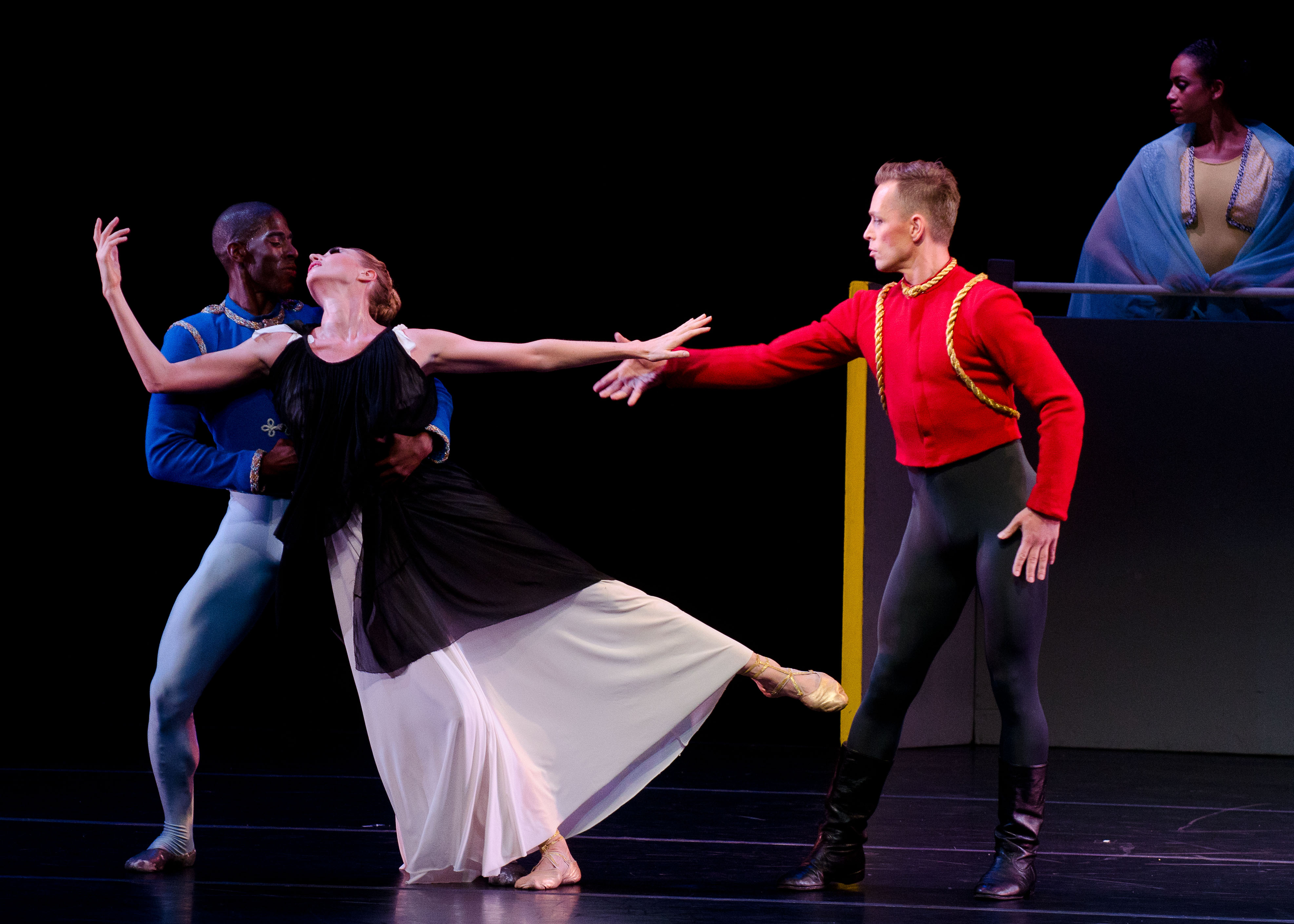
La Martha Graham Dance Company durante un'esibizione. La posa della donna centrale mostra la tensione caratteristica e la teatralità della tecnica Graham.

La tecnica Graham è uno stile e una pedagogia del movimento della danza moderna creati dalla ballerina e coreografa americana Martha Graham (1894-1991). La tecnica Graham è stata definita la "pietra angolare" della danza moderna americana ed è stata insegnata in tutto il mondo. È ampiamente considerata la prima tecnica di danza moderna codificata e ha fortemente influenzato le tecniche successive di Merce Cunningham, Lester Horton e Paul Taylor.
La tecnica Graham si basa sull'opposizione tra contrazione e rilascio, un concetto basato sul ciclo del respiro che è diventato un "marchio di fabbrica" delle forme di danza moderna. Il suo altro principio dominante è la "spirale" del tronco attorno all'asse della colonna vertebrale. La tecnica Graham è nota per le sue straordinarie qualità drammatiche ed espressive e per il floorwork (lavoro a terra) distintivo; la critica della danza Anna Kisselgoff lo ha descritto come "potente, dinamico, frastagliato e pieno di tensione".
L'espressione "tecnica Graham" è stata registrata come marchio prima della morte della Graham ed è stata oggetto di una controversia sui diritti d'autore all'inizio degli anni 2000.

## Caratteristiche
"Giri in tondo, salti decentrati, cadute terrificanti, corpi che si muovono a spirale sul pavimento e poi risalgono verso l'alto..."

Joan Acocella, sullo "stile classico" della Graham
La tecnica Graham si basa su "contrazione e rilascio" (Contraction and Release) e utilizza diverse parti del corpo in opposizione l'una all'altra per creare spirali per la tensione drammatica. Incorpora anche esagerazioni formali di movimenti "naturali".

### Contrazione e rilascio
Il movimento fondamentale della tecnica di Graham è il ciclo della "contrazione" (raccolta dell'energia in un punto del corpo) e del "rilascio" (diffusione dell'energia in tutto il resto del corpo), che sviluppò in collegamento al ciclo ritmico della respirazione. Insieme al dualismo "caduta e recupero" della tecnica di Doris Humphrey, è uno dei concetti più importanti nella danza moderna.
"Tirare, tirare nella contrazione. Non crollare. E la contrazione non è una posizione. È un movimento in qualcosa. È come un ciottolo lanciato nell'acqua, che fa cerchi increspati quando colpisce l'acqua. La contrazione si muove."

Martha Graham, 1991
Una classica contrazione di Graham è un movimento che origina dai muscoli pelvici profondi. Questi muscoli, insieme ai muscoli addominali, tirano la spina dorsale in un arco concavo dal coccige alla nuca, con il bacino piegato e le spalle in avanti. La spina dorsale diventa più lunga, non più corta, in una contrazione. La forza della contrazione può essere usata per muovere il corpo attraverso lo spazio o cambiare la sua traiettoria. Il rilascio corrisponde a una propulsione di energia verso l'esterno decisamente attiva. La contrazione è associata all'espirazione e il rilascio all'inspirazione, sebbene questa connessione talvolta può essere puramente concettuale.
Il significato indicativo della contrazione nella coreografia di Graham è generalmente che il ballerino è sopraffatto dall'emozione, sebbene i dettagli dipendano dal contesto specifico.
La decisione di Graham di far nascere il movimento da un nucleo centrale piuttosto che distalmente, riecheggia le concezioni di Isadora Duncan, ma quest'ultima scrisse nella sua autobiografia di aver scoperto che il movimento ha origine nel plesso solare, piuttosto che nel basso ventre.

### Spirale
Il secondo concetto fondamentale nella tecnica di Graham è la spirale. La posizione di base "a spirale" consiste nel ruotare la colonna vertebrale di circa 45° attorno al suo asse verticale, in modo che una danzatrice di fronte al palco avrebbe le spalle allineate con la "Via Triumphalis", una linea immaginaria parallela ad una diagonale del palco da angolo ad angolo. In una "spirale dell'anca", il movimento inizia sottilmente dall'anca e si sviluppa alla massima tensione tirando la scapola opposta lontano dall'anca iniziale.

### Cadute
"Le cadute non sono una rappresentazione letterale della realtà, ma piuttosto un'incarnazione dell'esperienza interiore; non un linguaggio riduttivo, ma un linguaggio poetico che trae il suo significato dalla stratificazione fisica e psichica."

Ellen Graff, ex ballerina della Graham, 2004
Come altri coreografi dei primi tempi moderni, Graham usava il floorwork per esplorare i temi del peso e della gravità in modi nuovi; gli studenti europei furono "scioccati" quando Anna Sokolow li introdusse alle tecniche delle cadute "percussive" della Graham negli anni '50.
Le cadute (fall) della Graham usano le contrazioni e manipolano il centro di gravità del corpo, al fine di controllare i tempi e la direzione di una caduta. Ci sono una vasta gamma di cadute Graham rigidamente codificate, incluse le cadute in piedi e in movimento; cadute dall'elevazione e cadute in piedi, che possono essere dirette in avanti, all'indietro, di lato o in una spaccata. In quasi tutte le cadute, il danzatore esercita una forte forza verso l'alto per contrastare la forza di gravità e sospendere il corpo nello spazio per effetto artistico.
Le cadute Graham possono essere usate per effetti drammatici, assumendo significato in un contesto coreografico che manipola l'armonia tra sospendere attivamente il corpo e arrendersi alla gravità.

### Altri aspetti
La tecnica Graham usa le mani in modi peculiari. In genere sono pensate per essere attive e decise, non decorative. Spesso sono tenute in una posizione stilizzata a coppa, con le dita tese e tirate verso il palmo. Le braccia tipicamente si muovono in risposta all'impulso che viene dalla schiena o dalle spalle. I movimenti delle braccia spesso non sono stati specificati nei primi lavori di Graham e vi è una variazione tra l'uso del port de bras (trasporto delle braccia) da parte degli insegnanti della Graham.[p. 12]

## Analisi
La tecnica Graham è progettata per rendere i suoi ballerini espressivi e drammatici. Il suo vocabolario del movimento traccia connessioni tra i significati fisici ed emotivi di "potere", "controllo" e "vulnerabilità". Il movimento inizia dal centro, incorporando ampi movimenti della schiena e danza sul pavimento. La tecnica evidenzia peso e sforzo; secondo Marian Horosko, "il corpo doveva sembrare spingere attraverso una massa pesante, molto simile alla pressione che si prova quando si cammina attraverso l'acqua".
Il carattere "materialistico" e "assertivo" della tecnica inizialmente suscitò forti critiche. In una "veemente" recensione del 1934, Lincoln Kirstein scrisse: "I suoi salti sono sobbalzi, le sue passeggiate, zoppie e barcollamenti, le sue corse, un galoppo cieco e impulsivo, le sue curve, ondeggiamenti" e chiamò l'effetto "crudo, terra-terra, scarno, introverso". Al contrario la Graham fu fortemente promossa dal critico di danza John Martin, che la aiutò a ottenere un seguito popolare.
La Graham era eccezionalmente flessibile e molti dei movimenti esagerati della sua tecnica possono essere difficili o dolorosi da eseguire.

### Relazione con il balletto
Quella della Graham è considerata una "tecnica codificata", come quella del balletto classico., però ci sono grandi differenze tra la tecnica Graham e quella del balletto.
I ballerini Graham sono addestrati per evidenziare i loro sforzi e utilizzare il peso come uno strumento drammatico, mentre i ballerini classici si sforzano di apparire senza peso e senza sforzo. L'uso della tecnica Graham di grandi movimenti del busto e del floorwork rappresentano ulteriori rotture della tradizione del balletto. La Graham spiegò che, pur rispettando i progressi fatti nel corso della storia, "Il balletto... non ha detto abbastanza, specialmente quando si trattava di un intenso dramma, di passione".[p. 56] Tuttavia, la sua prolungata collaborazione con Erick Hawkins, che proveniva dal balletto classico nel tempo rese la sua tecnica meno aspra.[p. 23]

### Genere
La tecnica fu originariamente sviluppata in una compagnia tutta al femminile, e solo dal 1938 la nuova compagnia della Graham vi ha compreso uomini. Graham a volte criticava i suoi ballerini perché non iniziavano i movimenti dal bacino, perché per lei bisognava "danzare con la vagina"; la connessione tra la tecnica di Graham e il bacino femminile portò uno dei ballerini maschi della Graham a sviluppare "l'invidia della vagina". L'origine pelvica della contrazione contribuisce al ruolo della sessualità nella tecnica Graham.
Dee Reynolds, studioso di danza femminista, ha sostenuto che, poiché la tecnica di Graham era "così grande e potente, che spingeva dentro e conquistava lo spazio", consentiva a Graham e alla sua prima compagnia femminile di "ridefinire la femminilità come potente e autonoma". Reynolds ha anche osservato che l'idea di "muoversi dalla vagina" è simile alle idee della fine del diciannovesimo secolo sull'"isteria femminile", un supposto disturbo sessuale a volte legato al ballo e le contrazioni della Graham avrebbero potuto essere viste come la rivendicazione del corpo femminile come un mezzo artistico.

## Influenza sulla danza moderna
La Graham, insieme a Doris Humphrey, Helen Tamiris, Agnes de Mille e altri, faceva parte di un movimento artistico nella danza che respingeva sia la tradizione secolare del balletto classico che i danzatori ribelli di prima generazione della danza moderna, come Isadora Duncan, Ruth St. Denis e Ted Shawn, che pure erano stati i suoi maestri nella scuola Denishawn.[p. 47]
La forza espressiva della tecnica Graham ha avuto un effetto rivoluzionario sulla danza moderna. La tecnica Graham è ora insegnata nella maggior parte dei programmi di danza universitaria e rimane lo stile "caratteristico" della danza concertistica contemporanea; il suo vocabolario dei movimenti è familiare a quasi tutti i ballerini contemporanei professionisti. Ha fortemente influenzato molte altre tecniche, in particolare quelle di Merce Cunningham, Lester Horton e Paul Taylor.

## Insegnamento
La Graham ha sviluppato una lezione quotidiana per la sua compagnia, che è ancora utilizzata (con alcune varianti) per insegnare la sua tecnica. La lezione è organizzata come segue:
- Floorwork Gli studenti stanno in piedi per salutare l'insegnante mentre lei o lui entra, quindi lavorano sul pavimento per trenta o quaranta minuti. Gli studenti iniziano con "rimbalzi" del busto in tre posizioni sedute, eseguendo esercizi di contrazione e combinazioni in ginocchio. Gli esercizi sul pavimento enfatizzano la forza e la stabilità interna, esplorano l'articolazione della colonna vertebrale e del tronco e iniziano a coordinare le braccia, le gambe e la testa.[40]
- Esercizi in piedi Dagli esercizi floorwork si passa alle combinazioni in piedi, che funzionano su gambe, piedi e busto e allenano il bilanciamento e il controllo.
- Attraverso il pavimento Queste combinazioni di spostamento iniziano con semplici esercizi a piedi e aumentano la complessità per includere i salti e le giravolte. Gli studenti considerano tradizionalmente questa sezione un'opportunità per la danza "reale", in contrasto con la formazione tecnica debitamente eseguita delle altre sezioni.
- Cadute Ogni caduta consiste in una contrazione e un movimento simultaneo dai piedi o dalle ginocchia alla schiena. Le cadute hanno lo scopo di dimostrare il controllo del corpo su ciascuno dei livelli verticali precedentemente praticati.[9]

## Controversia sul marchio
Martha Graham fondò una scuola, il Martha Graham Center of Contemporary Dance, che vendette nel 1956. Dopo la morte della Graham, Ron Protas, il suo unico erede, fece causa alla scuola per il diritto di usare il marchio del nome e le coreografie della Graham. Un tribunale federale ha conferito alla scuola i diritti sui nomi "Martha Graham" e "tecnica Graham" nel 2001 e sui diritti della coreografia della Graham nel 2002.

### Video
- Estratti da Guidelines in Contemporary Dance Training, un set di DVD prodotto dal ballerino di Graham Phyllis Gutelius:
  - Floorwork
  - Off-center work
  - Standing work